# Милито, Габриэль
Габриэль Алехандро Милито (исп. Gabriel Alejandro Milito; род. 7 сентября 1980[…], Берналь, Буэнос-Айрес) — аргентинский футболист, центральный защитник. Выступал за такие клубы, как «Индепендьенте», «Реал Сарагоса», «Барселона», и сборную Аргентины. Габриэль является младшим братом Диего Милито. 28 декабря 2013 года завершил карьеру. Ныне — тренер.

## Карьера

### Игровая

#### Клубная
С 1997 по 2003 год Милито выступал за клуб «Индепендьенте» в аргентинской Примере. Его старший брат Диего играл на позиции нападающего в составе главного соперника «Индепендьенте», «Расинга».
В 2003 году контракт с Габриэлем Милито был готов подписать «Реал Мадрид», однако в испанском суперклубе он не прошёл медосмотр, поскольку не полностью восстановился после травмы колена. Тем не менее Милито остался в Испании и стал игроком «Сарагосы», куда позже перешёл и его брат Диего.
Летом 2007 года в прессе появилась информация о возможном переходе Габриэля в «Ювентус» или «Барселону». В итоге 10 июля «Реал Сарагоса» достигла соглашения с «Барселоной», по которому за 20,5 млн евро Милито стал новым игроком «Барселоны». Он подписал с клубом контракт на четыре сезона с зарплатой около 4 млн евро за сезон.
Перед началом нового сезона Милито сменил свой старый номер 3 на новый 18-й номер. Весной 2008 года Габи получил серьёзную травму, по первоначальным прогнозам он должен был пропустить от шести до 12 месяцев, однако восстановление затянулось. Со временем Милито потерял место в старте «Барселоны».
После 569 дней, проведённых в лазарете, Габи Милито вышел на поле в футболке «Барсы». Защитник провёл на поле первые 45 минут тренировочного матча против «Боливара», в котором сине-гранатовые одолели оппонентов со счётом 4:1. 6 января 2010 года впервые после травмы вышел на поле в официальном матче за «Барселону» в матче Кубка Короля против «Севильи» (1:2).
4 августа 2011 года у Милито истёк контракт с «Барселоной», после чего игрок вернулся в родной клуб «Индепендьенте», с которым подписал контракт сроком на три года.
За два тура до окончания чемпионата Аргентины (Клаусура 2012) Габриэль Милито заявил, что решил завершить карьеру по окончании сезона.

#### Международная

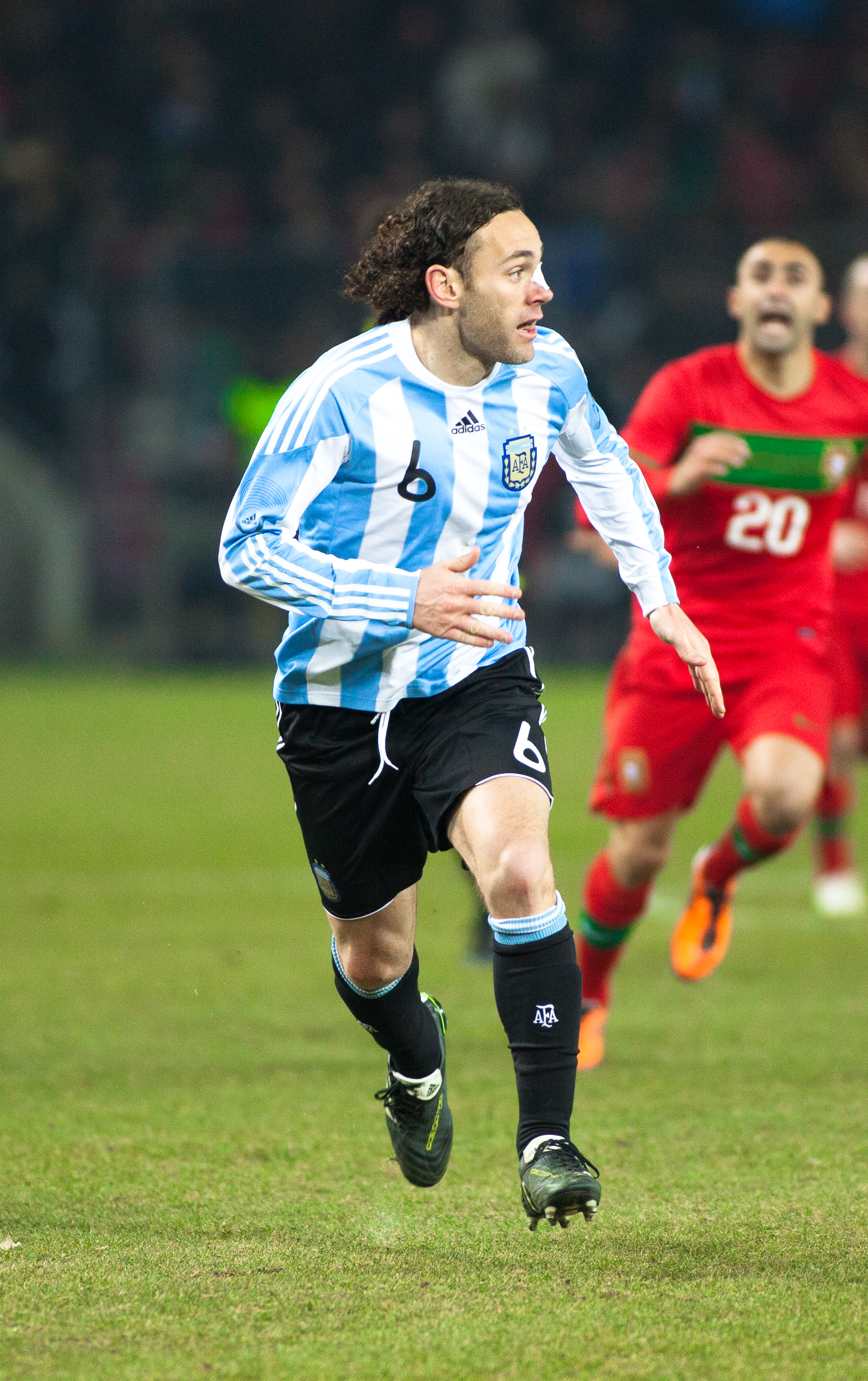
Габриэль Милито в составе сборной Аргентины.

В составе национальной сборной Аргентины, в которой он дебютировал в 2000 году, Милито принимал участие в Кубке конфедераций 2005 и чемпионате мира 2006 года.

### Тренерская
В 2013—2014 годах Габи работал с резервными составами «Индепендьенте». 16 апреля 2015 года возглавил в качестве главного тренера «Эстудиантес». 5 декабря 2015 года на послематчевой пресс-конференции после игры Лигильи Аргентины (Liguilla pre-Sudamericana 2015) «Эстудиантес» — «Олимпо» (4:0) Милито объявил о своём уходе.
Габриэль Милито принял «Индепендьенте» в мае 2016 года. Под руководством 36-летнего специалиста команда одержала шесть побед в 14 матчах чемпионата Аргентины, четыре раза сыграла вничью, потерпев при этом четыре поражения. В декабре 2016 года он был уволен. В 2017 году возглавил чилийский «О’Хиггинс».
12 марта 2019 года во второй раз возглавил «Эстудиантес». 4 марта 2020 после поражения «Эстудиантеса» в серии послематчевых пенальти 4:5 в игре 1/32 финала Кубка Аргентины 2019/20 против клуба Примеры С «Депортиво Лаферрере» (1:1) на стадионе «Сьюдад-де-Ланус – Нестор Диас Перес» в Ланусе подал в отставку.

## Статистика

### Клубная статистика
По состоянию на 2 июля 2011
| Клуб             | Сезон            | Чемпионат | Чемпионат | Кубки | Кубки | Континентальные | Континентальные | Всего | Всего |
| Клуб             | Сезон            | Игры      | Голы      | Игры  | Голы  | Игры            | Голы            | Игры  | Голы  |
| ---------------- | ---------------- | --------- | --------- | ----- | ----- | --------------- | --------------- | ----- | ----- |
| Индепендьенте    | 1997/98          | 2         | 0         | -     | -     |                 |                 | 2     | 0     |
| Индепендьенте    | 1998/99          | 25        | 0         | -     | -     |                 |                 | 25    | 0     |
| Индепендьенте    | 1999/2000        | 34        | 2         | -     | -     |                 |                 | 34    | 2     |
| Индепендьенте    | 2000/01          | 25        | 1         | -     | -     |                 |                 | 25    | 1     |
| Индепендьенте    | 2001/02          | 3         | 0         | -     | -     |                 |                 | 3     | 0     |
| Индепендьенте    | 2002/03          | 34        | 0         | -     | -     |                 |                 | 34    | 0     |
| Индепендьенте    | Всего            | 123       | 3         | -     | -     |                 |                 | 123   | 3     |
| Реал Сарагоса    | 2003/04          | 35        | 0         | 0     | 0     | 0               | 0               | 35    | 0     |
| Реал Сарагоса    | 2004/05          | 33        | 3         | 0     | 0     | 10              | 0               | 43    | 3     |
| Реал Сарагоса    | 2005/06          | 34        | 1         | 0     | 0     | 0               | 0               | 34    | 1     |
| Реал Сарагоса    | 2006/07          | 35        | 1         | 4     | 0     | 0               | 0               | 39    | 1     |
| Реал Сарагоса    | Всего            | 137       | 5         | 4     | 0     | 10              | 0               | 151   | 5     |
| Барселона        | 2007/08          | 27        | 1         | 6     | 0     | 9               | 0               | 42    | 1     |
| Барселона        | 2008/09          | 0         | 0         | 0     | 0     | 0               | 0               | 0     | 0     |
| Барселона        | 2009/10          | 11        | 0         | 1     | 0     | 5               | 0               | 17    | 0     |
| Барселона        | 2010/11          | 10        | 0         | 4     | 1     | 2               | 0               | 16    | 1     |
| Барселона        | Всего            | 48        | 1         | 11    | 1     | 16              | 0               | 75    | 2     |
| Всего за карьеру | Всего за карьеру | 308       | 9         | 15    | 1     | 26              | 0               | 349   | 10    |

## Достижения
«Индепендьенте»
- Чемпион Аргентины: 2002 (Апертура)

 «Реал Сарагоса»
- Обладатель Кубка Испании: 2004
- Обладатель Суперкубка Испании: 2004

 «Барселона»
- Чемпион Испании: 2008/09, 2009/10, 2010/11
- Обладатель Кубка Испании: 2009
- Обладатель Суперкубка Испании: 2009, 2010
- Победитель Лиги чемпионов: 2008/09, 2010/11
- Обладатель Суперкубка УЕФА: 2009
- Клубный чемпион мира: 2009